# Liste der Bodendenkmäler in Sparneck
Auf dieser Seite sind die Bodendenkmäler in dem oberfränkischen Markt Sparneck zusammengestellt. Diese Tabelle ist eine Teilliste der Liste der Bodendenkmäler in Bayern. Grundlage ist die Bayerische Denkmalliste, die auf Basis des Bayerischen Denkmalschutzgesetzes vom 1. Oktober 1973 erstmals erstellt wurde und seither durch das Bayerische Landesamt für Denkmalpflege geführt wird. Die folgenden Angaben ersetzen nicht die rechtsverbindliche Auskunft der Denkmalschutzbehörde.

## Bodendenkmäler in Sparneck

### Bodendenkmäler in der Gemarkung Kleinlosnitz
| Lage                    | Objekt                                                                                             | Akten-Nr.     | Bild |
| ----------------------- | -------------------------------------------------------------------------------------------------- | ------------- | ---- |
| Kleinlosnitz (Standort) | Als Hohlwegfächer ausgebildeter Abschnitt einer mittelalterlichen bis frühneuzeitlichen Altstraße. | D-4-5836-0013 |      |

### Bodendenkmäler in der Gemarkung Sparneck
| Lage                | Objekt | Akten-Nr.     | Bild           |
| ------------------- | --- | ------------- | -------------- |
| Sparneck (Standort) | Mittelalterlicher Burgstall. Siehe auch: Schloss Stockenroth | D-4-5836-0012 |                |
| Sparneck (Standort) | Archäologische Befunde des späten Mittelalters und der frühen Neuzeit im Bereich des abgegangenen Karmeliten-Klosters von Sparneck sowie im Bereich der ehemalige Karmelitenklosterkirche und späteren Evangelisch-Lutherischen Pfarrkirche St. Veit, im Kern spätmittelalterlich. Siehe auch: Kloster Sparneck, St. Vitus (Sparneck) | D-4-5837-0014 | weitere Bilder |
| Sparneck (Standort) | Archäologische Befunde des Mittelalters und der frühen Neuzeit im Bereich der 1523 zerstörten Burganlage von Sparneck. Siehe auch: Burg Sparneck | D-4-5837-0056 | weitere Bilder |